# 남인숙
남인숙(1974년 5월 10일 ~ )은 대한민국의 소설가이다. 1974년 서울특별시에서 태어났다. 숙명여자대학교 국문학과를 졸업하였다.

## 작품 목록

### 소설
- 인공태양
- 호랑가시나무 사랑
- 엄마 만나러 가는 길

### 실용서
- 여자의 모든 인생은 20대에 결정된다
- 여자의 모든 인생은 20대에 결정된다 (실천편)
- 여자의 인생은 결혼으로 완성된다